# Unter der roten Robe
Unter der roten Robe ist ein 1936 entstandenes, britisches Historiendrama von Victor Sjöström mit Conrad Veidt und Raymond Massey als Gegenspieler. Die weibliche Hauptrolle übernahm Annabella.

## Handlung
Frankreich im 17. Jahrhundert. Unter der Herrschaft Ludwig XIII. hat sich der Aristokrat Gil de Berault einen Namen als Flaneur, Spieler und Draufgänger gemacht. Als er es einmal zu weit getrieben haben soll, verurteilt man ihn wegen eines Duells kurzerhand zum Tode. Der allmächtige Kardinal des Königs, Richelieu, zieht Gil buchstäblich unter dem Galgen fort und verpflichtet ihn in seine Dienste. Dort soll de Berault für den skrupellosen Kirchenvertreter die Drecksarbeit erledigen. Richelieu hat es vor allem auf die vom katholischen Glauben abtrünnigen, protestantischen Hugenotten abgesehen, deren Anführer der Herzog von Fiox sein soll. Überdies verdächtigt der Kardinal den Herzog, sich antimonarchistischer Umtriebe schuldig gemacht zu haben. De Berault soll den Widersacher entführen und nach Paris verschleppen. Er schmuggelt sich als einer der Wachposten in das herzogliche Schloss hinein und lernt bald die Schwester des Besitzers, Marguerite de Fiox, kennen, in die er sich Hals über Kopf verliebt. Er muss feststellen, dass der Herzog ein wirklicher Edelmann und sein Auftraggeber ein abgefeimter, machtbesessener Schurke ist. Dank der Fürsprache von Marguerite bleibt Gil de Berault von Richelieus Rache verschont, und dieser erlaubt ihm sogar, die Eheschließung mit der holden, noblen Maid zu vollziehen.

## Produktionsnotizen
Unter der roten Robe entstand 1936 und wurde zum Ende desselben Jahres erstmals gezeigt. Offizielle Premiere war in London am 25. Mai 1937, in den USA lief der Streifen sechs Tage später an. In Österreich konnte man den Film ab dem 5. August 1937 unter dem Titel Die rote Robe sehen, die deutsche Premiere fand am 29. August 1950 in Wiesbaden statt.
Unter der roten Robe war die letzte Regiearbeit des bedeutenden Stummfilmregisseurs Victor Sjöström, der sich nicht recht mit der Regieführung beim Tonfilm anfreunden konnte und deshalb seine Karriere hinter der Kamera beendete.
Frank Wells schuf die Filmbauten, René Hubert kreierte die Kostüme. Muir Mathieson hatte die musikalische Leitung.

## Kritiken
„‚Unter der roten Robe‘ erweist sich als überraschend gute Unterhaltung. (…) Die Regie verschwendet nicht einen Zug und kommt direkt auf den Punkt, hält die Spannung aufrecht und vermengt drollige Komödienanteile mit aufregenden und dramatischen Momenten.“

Paimann’s Filmlisten resümierte: „Die Handlung bezieht von ihren historischen Personen und Zeitereignissen einige Wirkung, ist aber szenisch ziemlich starr auf Dialogwirkungen hin und unter allzu reichlicher Anwendung von Atelierdekorationen inszeniert. Darstellerisch imponiert Veidt, während Massey‘s Rolle (Richelieu) etwas verzeichnet und Annabella sprachlich gehemmt ist. Musik (Benjamin) ist sparsam eingesetzt, Photographie und Tonwiedergabe ausgeglichen.“

„Unterhaltsamer Kostümfilm mit Veidt als Held, Annabella als zauberhafte Heldin und Massey als der grausame Schurke in der Geschichte über den französischen Kardinal Richelieu und seiner Unterdrückung der Hugenotten. Ungewöhnlicher Sinn für Humor tragen Weiteres zur Freude an diesem Streifen bei.“

„Smarter, ungewöhnlicher Mantel-und-Degen-Film auf der Linie von ‚Der Gefangene von Zenda‘, bescheiden, aber ganz effektvoll gestaltet.“

„Ein unterhaltsamer und ereignisreicher Mantel- und Degen-Film, der zwar den Elan und die Perfektion der französischen und amerikanischen Vorbilder vermissen läßt, aber durch die Zugabe trockenen-lakonischen Humors besticht.“